# Sthenias franciscana
Sthenias franciscana är en skalbaggsart som beskrevs av Thomson 1865. Sthenias franciscana ingår i släktet Sthenias och familjen långhorningar. Inga underarter finns listade i Catalogue of Life.